# Cladonia leporina
Cladonia leporina är en lavart som beskrevs av Elias Fries. Cladonia leporina ingår i släktet Cladonia och familjen Cladoniaceae.   Inga underarter finns listade i Catalogue of Life.

## Källor

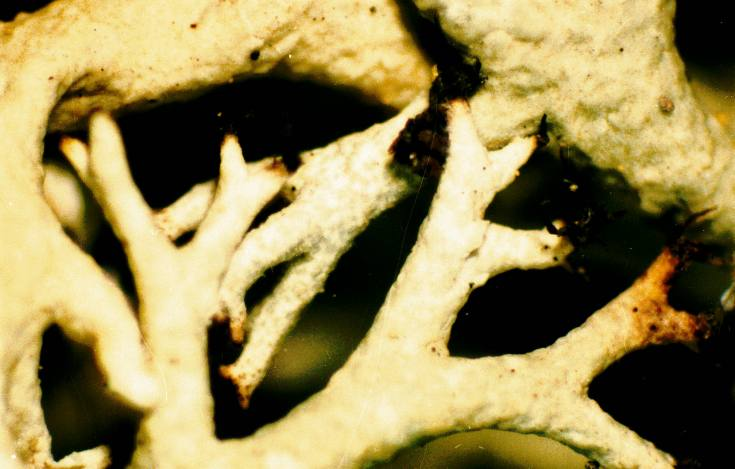
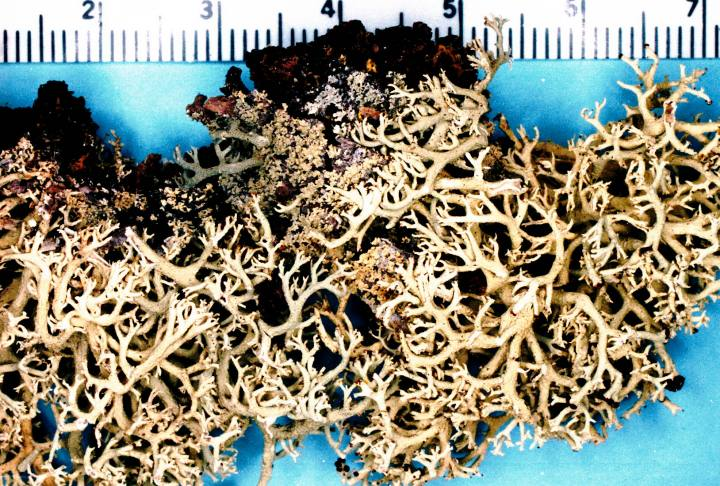
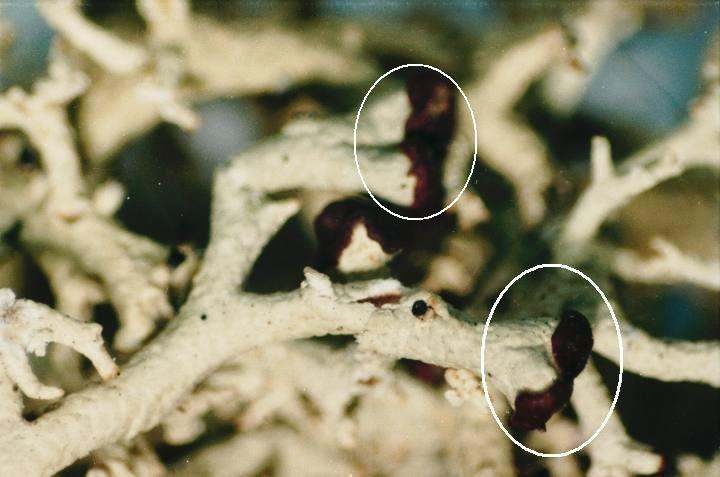
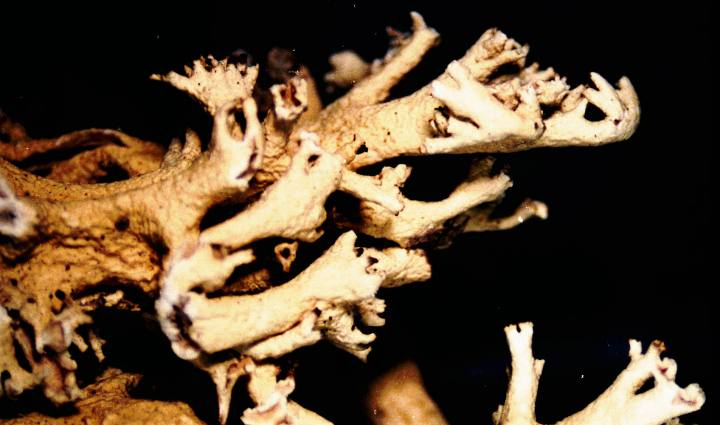
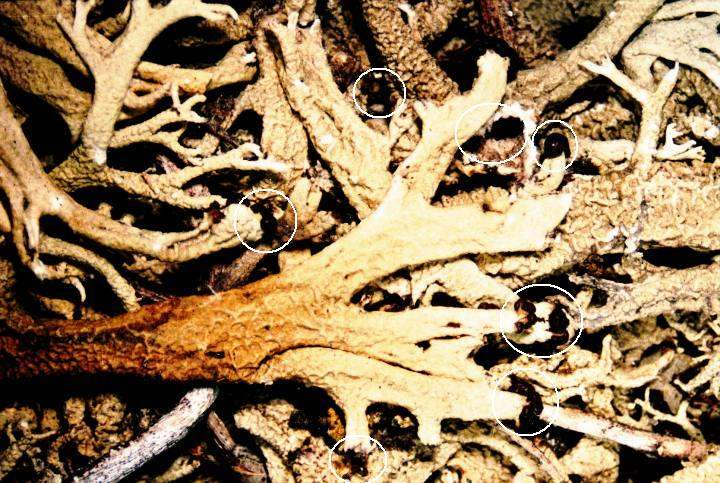
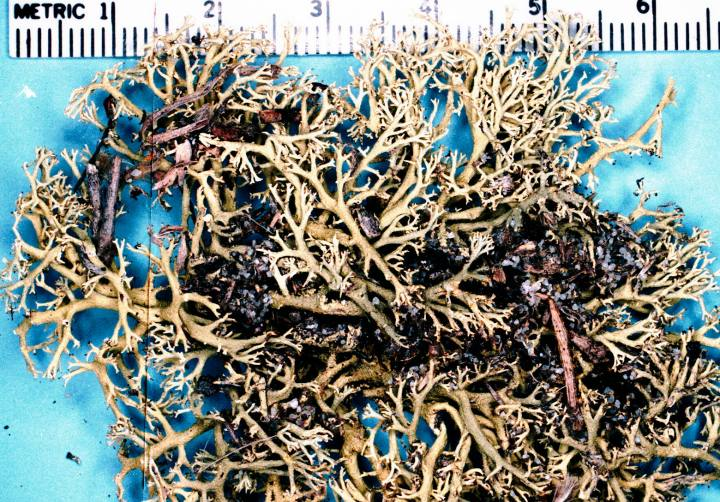